# Colchicum inundatum
Colchicum inundatum är en tidlöseväxtart som beskrevs av Karin Persson. Colchicum inundatum ingår i släktet tidlösor, och familjen tidlöseväxter. Inga underarter finns listade i Catalogue of Life.